# Prales leopardů
Prales leopardů (1958) je dobrodružný román pro mládež českého spisovatele a cestovatele Ladislava Mikeše Pařízka. Pro námět svého románu využil autor poznatky ze svých četných cest po Africe.

## Obsah románu
Román se odehrává v padesátých letech 20. století v Belgickém Kongu a v portugalské kolonii Angole. Jeho hlavním hrdinou je mladý obchodník Marcel Denan, který se v Africe narodil a vyrostl, ale původem je Evropan. Ten se rozhodne projít napříč neprobádaným územím Pralesa leopardů, aby zkrátil cesty pro karavany obchodníků.
Prales leopardů je doposud neprobádané africké území opředené tajemnými pověstmi, z nichž vyplývá, že každému vetřelci zde hrozí smrtelné nebezpečí. Domorodci o něm hovoří jako o lese, který je tak veliký, že ten, kdo do něho vstoupí, je přepaden duchem samoty a jeho srdce se zachvívá obavou před cestou bez návratu. Žijí v něm zlí lidé, kteří se dopouštějí kanibalismu, i podivní démoni. Za dlouhých nocí se jím potulují džu-džu, duchové nehodných čarodějů.
Marcel Denan se skupinou domorodých nosičů a průvodců prožije na své výpravě řadu smrtelných nebezpečí. Hrozí jim utlučení od rozdivočelé tlupy paviánů, sežrání od krokodýlů při plavbě přes mohutnou hraniční řeku Kasaj, nebo přepadení od dravých leopardů. Na své cestě musí překonat hadí bažiny a nakonec je přepadnou kanibalové, kteří je chtějí obětovat na slavnosti pojídání. Tomu nakonec zabrání prozíravý kmenový náčelník, který pochopil, že časy se změnily a pokrok že nelze zastavit.
Podle Denanových představ měla jeho výprava, která skončila úspěšně, nejen otevřít dosud neznámé končiny Afriky evropskému obchodu a jeho honbě za ziskem, ale především přinést africkému lidu školy, nemocnice a právo na lepší život.